# 江尻喜多右衛門
江尻 喜多右衛門（えじり きたえもん、生年不詳 - 元文4年8月19日（1739年9月21日））は江戸時代中期、日向延岡藩の武士。名を延勝（のぶかつ）と称した。
初め山方代官、のちに郡奉行に就任し、名を喜多右衛門と改めた。
延岡藩家老藤江監物に取り立てられ、岩熊井堰の工事に力を尽くした。後年は物頭格250石の上士に昇進した。
父は江戸詰延岡藩士の江尻徳之助（えじりとくのすけ）。

## 経歴
- 1722年（享保7年） - 領内出北村庄屋らによる用水建設を願い出る訴状がたびたび出され、郡代奉行を経て延岡藩庁に提出される
- 1724年（享保9年） - 3月、岩熊井堰築造工事着工。8月、暴風雨による河川の氾濫により築堤が決壊・流失し、用水路の埋没被害が出る。
- 1725年（享保10年） - 2月、岩熊井堰築造、用水路開削工事再開するもその後もたびたび河川の氾濫による流失と損失を繰り返す。
- 1731年（享保16年） - 工事を命じた藤江監物は藩の軍用金流用の疑義との讒言により、3人の子とともに入獄される。長男が獄中で病死。監物も8月27日に獄死した。
- 1734年（享保19年） - 江尻喜多右衛門らによって継続された岩熊井堰および出北用水路竣工[4]
- 1739年（元文4年）8月19日 - 没。享年不明
- 1924年（大正13年）2月11日 - 贈従五位[5]

## 人物
父親から幼少時より算術を習う一方、父親とともに伊庭源内（天文学者西川如見の門下）のもとへ通った。高度な算術や振矩術、水利や土木技術に長じていたため、初めは山代奉行に、ついで郡奉行に取り立てられた。
監物の死後、藩内では岩熊井堰工事中止の意見が大勢を占めていた。譜代大名であった牧野家は江戸においても江戸城の西之丸御門警備、徳川吉宗の日光東照宮参拝の警護など任地での経費がかさみ、藩の財政は逼迫していた。このため家禄を事実上減俸された藩士が多く、井堰工事にかかる負担増大に対して公然と反対論がわき起こるようになった。
　
井堰工事の責任者となった郡奉行江尻喜多右衛門は藩内の反対論者に対して、「既に慈に至る。当に自刃して罪を謝すべし。然れども今にして死せば、誰か我が志を継がん。死は易く、生は難し。如かず難きを先にして、易きを後にせん（藤江監物様は無念にも獄死なさいました。もう責任を負うのは私一人でしかありません。この仕事が死して罪を償うべき事であれば私も腹を切って殿にお詫び申し上げます。けれども今私が腹を切ってしまえば、いったい誰がこの困難な大事業を成し遂げることができますか。百姓たちを救うことが出来ますか。完成の暁には石高は上がり苦しい藩の財政も立て直すことが出来ましょう。死ぬことは畏れません。生きてこの事業を続けることはもっと難しいことです。だからこそ腹を切る前に私はこの井堰を完成させることを先にやり遂げようと思うのです。）」と述べ、反対論で渦巻いている藩論を説き伏せ、藤江監物獄死で打ちひしがれている農民たちを督励して回った。

## 墓所旧跡

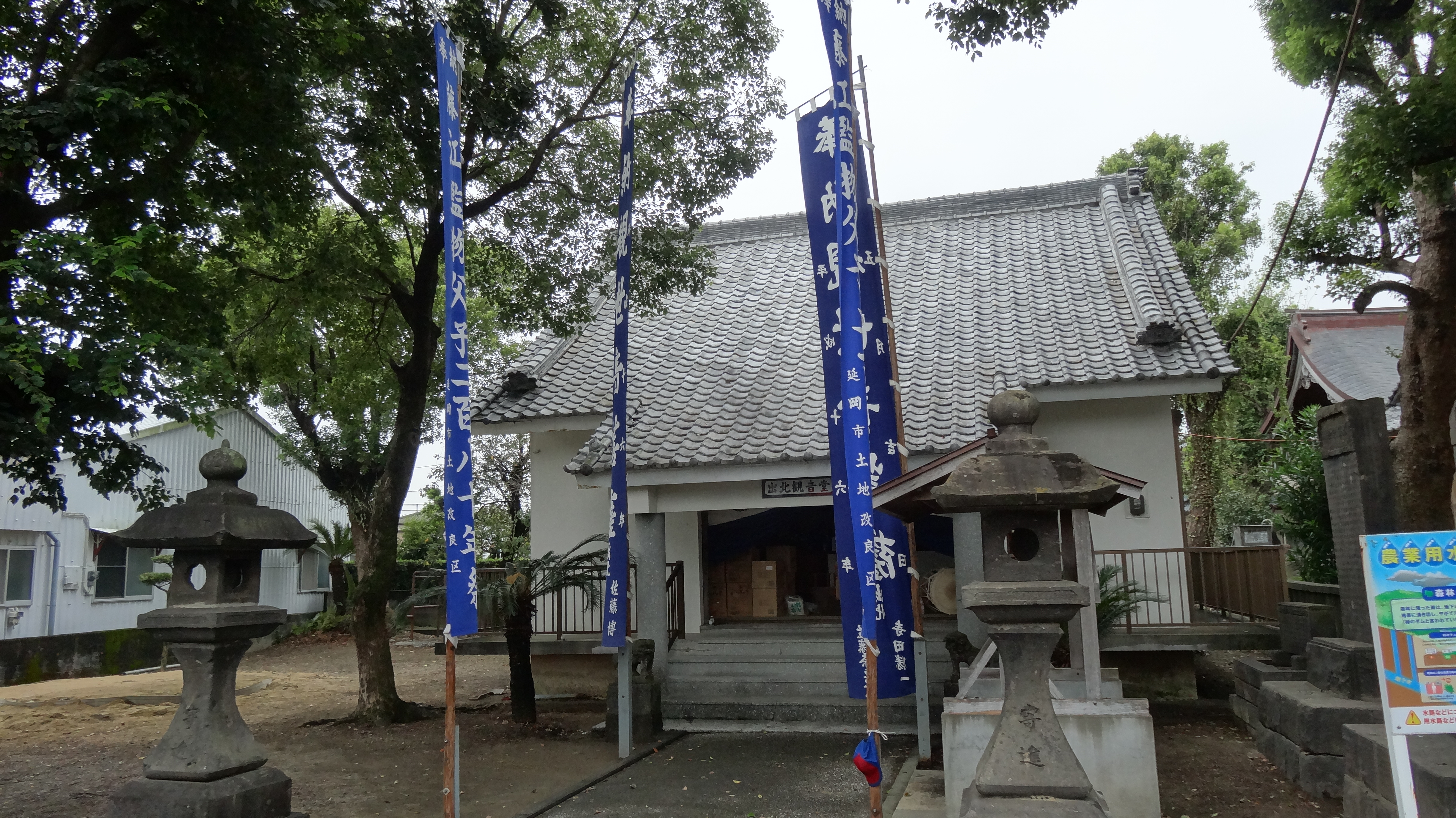
出北観音堂（宮崎県延岡市出北町）

- 萬歳山台雲寺 - 延岡市北小路3739　法名：妙法常照院観日諦居士[1]
- 出北観音堂 - 延岡市出北3-31-20

毎年旧暦8月17日に墓参を行うという。なお岩熊井堰取水口には岩熊井堰水神社があり、監物、喜多右衛門を記念する碑などがある
- 岩熊井堰 - 延岡市下三輪町

## 関連項目

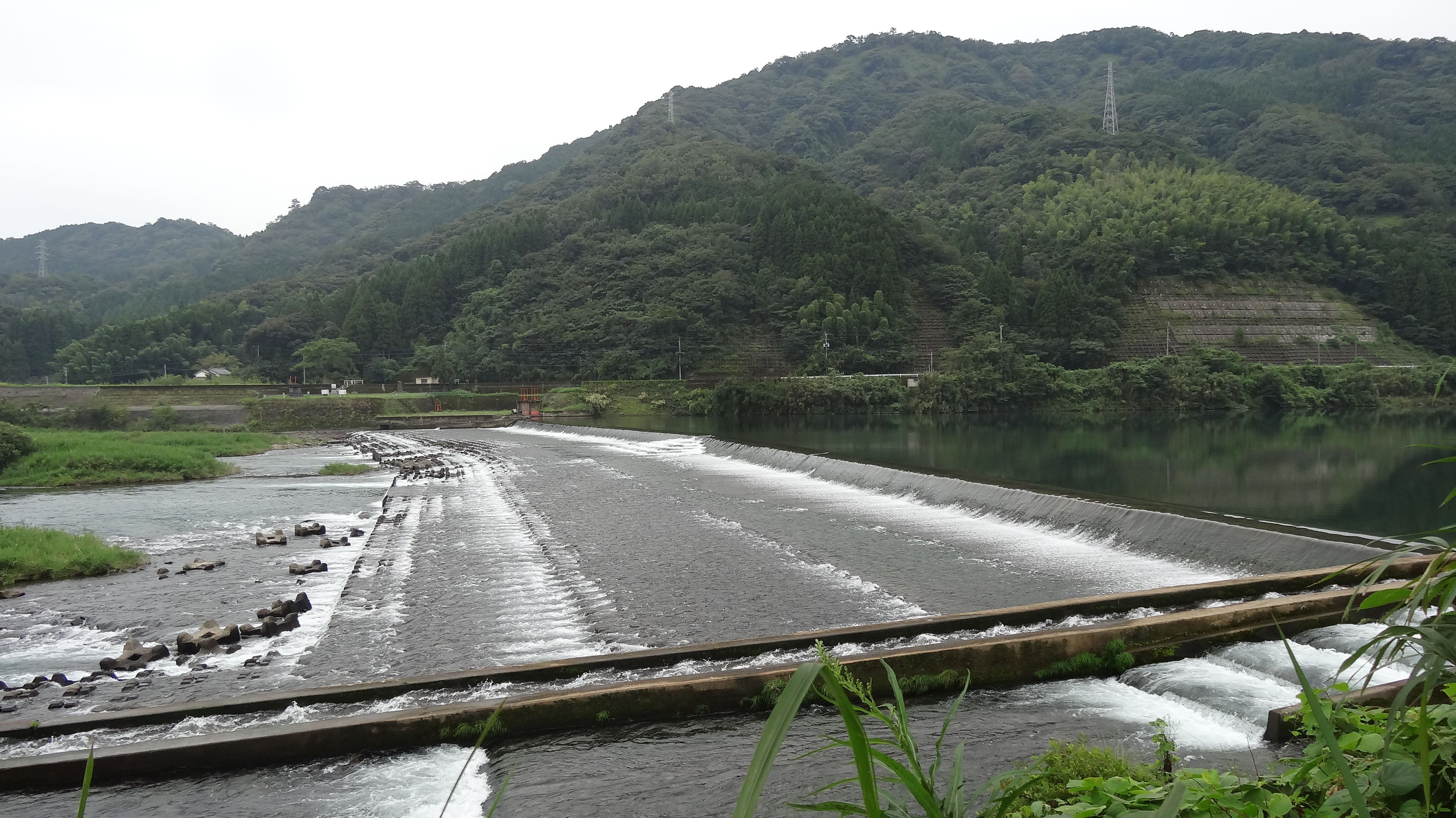
岩熊井堰（宮崎県延岡市下三輪町）